# Narella biannulata
Narella biannulata is een zachte koraalsoort uit de familie Primnoidae. De koraalsoort komt uit het geslacht Narella. Narella biannulata werd in 1907 voor het eerst wetenschappelijk beschreven door Kinoshita. 